# Set Fire to the Stars (album)
Set Fire to the Stars je soundtrackové album velšského hudebníka Gruffa Rhyse. Vydáno bylo 30. září roku 2016 společností Twisted Nerve. Deska vyšla jak na kompaktním disku, tak i na dlouhohrající gramofonové desce. Jde o soundtrack k filmu Rozzářit hvězdy (2014) režiséra Andyho Goddarda, který pojednává o velšském básníkovi Dylanu Thomasovi. Album bylo nahráno přibližně ve stejné době, jako Rhysovo album American Interior.

## Seznam skladeb
Autorem všech skladeb je Gruff Rhys.
| Pořadí | Název                   | Délka |
| ------ | ----------------------- | ----- |
| 1.     | John Malcolm Brinnin    | 0:28  |
| 2.     | Set Fire to the Stars   | 4:01  |
| 3.     | After Hours/Panic       | 2:25  |
| 4.     | Tremble (Down)          | 0:31  |
| 5.     | Tremble to the Light    | 3:20  |
| 6.     | Tremble (Up)            | 0:32  |
| 7.     | After Hours/Tension     | 0:55  |
| 8.     | Log Cabin 1             | 1:12  |
| 9.     | Log Cabin 2             | 1:01  |
| 10.    | Log Cabin 3             | 0:45  |
| 11.    | John Adoring at Yale    | 0:44  |
| 12.    | Set Fire to the Strings | 1:21  |
| 13.    | After Hours/Tender      | 1:53  |
| 14.    | John & The Poem         | 1:30  |
| 15.    | Chop Shop               | 2:41  |
| 16.    | Atom Bomb               | 1:47  |
| 17.    | After Hours/Contentment | 2:48  |
| 18.    | Ticking Clock           | 2:01  |
| 19.    | Military Madness        | 1:02  |
| 20.    | Caitlin's Theme         | 2:37  |
| 21.    | Tremble (Joy)           | 0:49  |
| 22.    | Dylan's Demons          | 2:07  |
| 23.    | It Was Hot That Summer  | 5:55  |

## Obsazení
- Gruff Rhys – zpěv, kytara
- Antonia Pagulatos – housle
- Jote Osahn – housle
- Stella Page – viola
- The Elysium Quartet – smyčce
  - Emma Smith – housle
  - Ros Stephen – housle
  - Stella Page – viola
  - Laura Moody – violoncello
- Osian Gwynedd – klavír
- Chris Walmsley – bicí
- Jim Barr – kontrabas
- Lucy Railtin – violoncello
- Gruff ab Arwel – aranžmá smyčců
- Gavin Fitzjohn – žestě
- Erica Daking – zpěv